# Муарем Гускович
Муарем Гускович (нім. Muharem Huskovic, нар. 5 березня 2003, Кремс, Австрія) — австрійський футболіст боснійського походження, нападник віденської «Аустрії».

## Ігрова кар'єра

### Клубна
Муарем гускович народився в австрійському місті Кремс у родині боснійських переселенців. Займатися футболом почав у місцевій команді Регіональної ліги. У 2016 році Муарем приєднався до академії столичного клубу «Аустрія».
З 2020 року футболіста почали залучати до ігор другого складу «Аустрії» у Другому дивізіоні. Дебютну гру на вищому рівні у першій команді Гускович провів у січні 2021 року у матчі чемпіонату Австрії.
У січні 2022 року Гускович продовжив контракт із «Аустрією» до червня 2025 року.

### Збірна
Маючи боснійське походження, на міжнародному рівні Муарем Гускович обрав Австрію. З 2018 року він захищав кольори юнацьких збірних цієї країни. У листопаді 2021 року нападник дебютував у молодіжній збірній Австрії.

## Особисте життя
Молодший брат Муарема Едін Гускович також професійно займається футболом.